# Víctor Claver
Víctor Claver Arocas (Valência, 30 de agosto de 1988) é um basquetebolista profissional espanhol. Atualmente joga na pelo Valencia Basket na Liga ACB e EuroCopa.

## Estatísticas na NBA

### Temporada regular
| Ano     | Equipe   | PJ | PT | MPP  | %TC  | %3P  | %TL  | RPP | APP | ROB | TPP | PPP |
| ------- | -------- | -- | -- | ---- | ---- | ---- | ---- | --- | --- | --- | --- | --- |
| 2012-13 | Portland | 49 | 16 | 16.6 | .392 | .287 | .467 | 2.4 | .9  | .5  | .2  | 3.8 |
| 2013-14 | Portland | 21 | 0  | 8.8  | .405 | .167 | .909 | 1.9 | .6  | .1  | .1  | 2.2 |
| 2014-15 | Portland | 10 | 0  | 7.6  | .450 | .545 | .000 | 2.0 | .1  | .1  | .1  | 2.4 |
| Total   | Total    | 80 | 16 | 13.4 | .398 | .293 | .585 | 2.2 | .7  | .4  | .2  | 3.2 |

### Playoffs
| Ano   | Equipe   | PJ | PT | MPP | %TC  | %3P  | %TL  | RPP | APP | ROB | TPP | PPP |
| ----- | -------- | -- | -- | --- | ---- | ---- | ---- | --- | --- | --- | --- | --- |
| 2014  | Portland | 2  | 0  | 3.5 | .000 | .000 | .000 | 2.5 | .0  | .0  | .0  | .0  |
| Total | Total    | 2  | 0  | 3.5 | .000 | .000 | .000 | 2.5 | .0  | .0  | .0  | .0  |